# Ischnopopillia rubripennis
Ischnopopillia rubripennis är en skalbaggsart som beskrevs av Machatschke 1975. Ischnopopillia rubripennis ingår i släktet Ischnopopillia och familjen Rutelidae. Inga underarter finns listade i Catalogue of Life.